# Вакцина против вируса папилломы человека
Вакцины против вируса папилломы человека (ВПЧ) — группа биологических препаратов, предназначенных для профилактики заболеваний, вызванных отдельными штаммами папилломавируса человека. Доступные вакцины против ВПЧ защищают от двух, четырех или девяти типов ВПЧ. Все вакцины против ВПЧ защищают как минимум от ВПЧ типов 16 и 18, которые ассоциированы с наибольшим риском развития рака шейки матки. Подсчитано, что вакцины против ВПЧ могут предотвратить 70% рака шейки матки, 80% рака прямой кишки, 60% рака влагалища, 40% рака вульвы и более 90% случаев ВПЧ-положительного рака ротоглотки. Кроме того, четырехвалентные вакцины, защищающие от типов HPV-6 и HPV-11, предотвращают появление некоторых остроконечных кондилом.
Всемирная организация здравоохранения (ВОЗ) рекомендует вакцины против ВПЧ как часть плановой вакцинации во всех странах наряду с другими мерами профилактики. Вакцины вводятся двумя или тремя дозами в зависимости от возраста и иммунного статуса человека. Как правило, рекомендуется вакцинация девочек в возрасте от девяти до тринадцати лет. Вакцины обеспечивают защиту от 5 до 10 лет. После вакцинации по-прежнему требуется скрининг на рак шейки матки. Вакцинация большой части населения приносит пользу и для непривитых за счёт коллективного иммунитета.
Вакцины против ВПЧ весьма безопасны. Из побочных эффектов отмечается боль в месте инъекции примерно у 80% привитых. Также могут возникнуть покраснение и припухлость в месте укола, а также временное повышение температуры. Связи с синдромом Гийена – Барре не обнаружено.
Первая вакцина против ВПЧ начала применяться в 2006 году. По состоянию на 2017 год 71 страна включила вакцины против ВПЧ в свои календари вакцинации — по крайней мере, для девочек. Вакцины против ВПЧ включены в Список основных лекарственных средств Всемирной организации здравоохранения. Вакцинация рентабельна даже в странах с низким и средним уровнем доходов населения.

## Эпидемиологическая характеристика ВПЧ и заболеваний, ассоциированных с ВПЧ
По всему миру ВПЧ — наиболее распространенная инфекция, передаваемая половым путём у взрослых. В частности, более 80 % живущих в США женщин в возрасте до 50 лет инфицированы по крайней мере одним штаммов ВПЧ, хотя у большинства женщин, инфицированных ВПЧ, заболевание, вызванное этим вирусом, не развивается.

### Рак шейки матки и другие виды рака
В год по всему миру возникает 470 000 новых случаев рака шейки матки, которые в итоге приводят к 233 000 смертельных исходов. Приблизительно 80 % всех случаев смерти от рака шейки матки отмечаются в бедных странах. В США за год регистрируется до 11 000 случаев рака шейки матки у женщин, которые никогда (или в течение пяти лет до этого) не делали мазок PAP. Специалисты рекомендуют ежегодное исследование мазков PAP даже после вакцинации. До вакцинации рекомендован скрининг ВПЧ (соскоб из цервикального канала на несколько наиболее онкогенных вирусов папилломы человека, количественно).
Отмечено 19 типов ВПЧ высокого риска, способных вызывать развитие рака шейки матки или других форм рака половых органов или рака прямой кишки. Установлено, что некоторые типы ВПЧ — в особенности, 16 — ассоциированы с развитием раком горла. Исследования показали, что, по-видимому, ВПЧ ответственен за все случаи рака шейки матки. Презервативы защищают от ВПЧ, но их защита не абсолютная. У регулярно применявших презервативы студенток колледжа за год было отмечено 37,8 % случаев заражения — по сравнению с частотой 89,3 % среди тех, кто не пользовался презервативами. По оценке правительства США, в настоящее время 20 миллионов человек в США болеют генитальными кондиломами, и каждый год возникает шесть миллионов новых случаев этого заболевания.
По российской статистике каждый день 18 женщин в РФ умирают от рака шейки матки. Наиболее высокая смертность отмечается среди женщин до 40 лет.

### Частота распространения ВПЧ в США
Согласно данным Центра по борьбе с болезнями, к возрасту в 50 лет более 80 % американских женщин инфицируются хотя бы одним штаммов ВПЧ. Носителями ВПЧ могут быть как мужчины, так и женщины. В США ВПЧ — наиболее распространенная инфекция, передаваемая половым путём. Высокий процент зараженных связан со значительной контагиозностью вируса. Американские специалисты в области здравоохранения рекомендуют широкое внедрение прививок против ВПЧ. Лишь у небольшого процента женщин после такой прививки развивается рак шейки матки. Ежегодно у 250 тысяч — 1 миллиона американских женщин диагностируют дисплазию шейки матки, вызванную ВПЧ — заболевание, которое может стать предшественником рака шейки матки. Ежегодно у 11 000 американских женщин диагностируют рак шейки матки, приблизительно 3 700 умирают от этой болезни в год. Большинство случаев рака регистрируется среди тех, кто не делал PAP-мазки в течение предыдущих пяти лет.

### Частота распространения ВПЧ в мире
В мире рак шейки матки занимает пятое место среди причин смертности от рака среди женщин. Ежегодно возникает 470 000 новых случаев рака шейки матки, в том числе 233 000 заканчиваются смертью пациентки.

## Медицинское применение вакцин против ВПЧ
Вакцины против ВПЧ используются для предотвращения заражения ВПЧ и, соответственно, развития рака шейки матки. Существуют убедительные доказательства, что вакцинация большого процента людей в популяции снижает частоту инфекций ВПЧ — частично благодаря коллективному иммунитету. Вакцины против ВПЧ рекомендуются в США для женщин и мужчин в возрасте 9–26 лет и одобрены для лиц в возрасте 27–45 лет.
Поскольку вакцины охватывают только некоторые типы ВПЧ высокого риска, скрининг на рак шейки матки рекомендуется даже после вакцинации. В США женщинам рекомендуется регулярно сдавать мазок Папаниколау с 21-летнего возраста.
В настоящее время доступны две профилактические вакцины против ВПЧ — Гардасил и Церварикс. Обе вакцины защищают от двух типов ВПЧ, способных вызвать развитие рака шейки матки и ряда других видов рака, а именно, типов 16 и 18. Гардасил также предупреждает развитие генитальных кондилом, вызываемых другими штаммами ВПЧ. Существует также разновидность вакцины Гардасил — Гардасил-9, защищающая от большего числа типов вируса.

### Эффективность
Доказано, что вакцины против ВПЧ предотвращают дисплазию шейки матки, вызванную типами ВПЧ высокого риска: 16 и 18, и обеспечивают некоторую защиту от нескольких близких типов ВПЧ высокого риска. Однако существуют и другие типы ВПЧ высокого риска, от которых вакцины не защищают. Защита от ВПЧ 16 и 18 длилась не менее восьми лет после вакцинации Гардасилом, и более девяти лет после вакцинации Цервариксом. Считается, что в ревакцинации нет необходимости.
Гардасил и Гардасил 9 защищают от ВПЧ 6 и 11 типов, которые могут вызывать остроконечные кондиломы.
Церварикс эффективно защищает женщин от стойких инфекций ВПЧ 16 и 18 типов как шейки матки, так и ануса. Перечисленные вакцины не предотвращают около 30 процентов случаев рака шейки матки. Кроме того, Гардасил не предотвращает 10% генитальных кондилом. Ни одна из вакцин против ВПЧ не предотвращает другие заболевания, передающиеся половым путем,  существующую инфекцию ВПЧ или уже развившийся рак шейки матки.
ВПЧ типов 16, 18 и 45 являются причиной 94% случаев аденокарциномы шейки матки (рака, возникающего в железистых клетках). В большинстве случаев рак шейки матки возникает в эпителиальных клетках, аденокарциномы составляют меньшинство случаев, при этом мазки Папаниколау не так эффективны при обнаружении аденокарцином, поэтому там, где действуют программы скрининга с использованием таких мазков, большая часть не обнаруженных случаев рака приходится на аденокарциномы. Исследования показывают, что вакцины против ВПЧ могут снизить заболеваемость аденокарциномами.
Две дозы вакцины могут в некоторых случаях работать так же хорошо, как и три дозы. Центры по контролю и профилактике заболеваний США (CDC) рекомендуют две дозы для лиц младше 15 лет и три дозы для лиц старше 15 лет. Даже единичная доза вакцины может обладать некоторым защитным эффектом.
Исследование 9vHPV, 9-валентной вакцины против ВПЧ, защищающей от ВПЧ типов 6, 11, 16, 18, 31, 33, 45, 52 и 58, показало, что частота цервикальных, вульварных и вагинальных инфекций высокой степени злокачественности после вакцинации была такой же, как при использовании четырехвалентной вакцины. Отсутствие различий могло быть вызвано дизайном исследования, включавшего женщин в возрасте от 16 до 26 лет, которые, возможно, уже были инфицированы пятью дополнительными типами ВПЧ, которые дополнительно покрываются 9-валентной вакциной.
Согласно исследованию, опубликованному в ноябре 2021 года в журнале Lancet, вакцинация девочек в возрасте 12-13 лет двухвалентной вакциной Церварикс снижает риски развития рака шейки матки на 87%.

### Прививки у мужчин
Гардасил можно применять и для мужчин с целью уменьшения у них риска возникновения генитальных кондилом и предраковых состояний, вызванных ВПЧ. Ожидается, что уменьшение частоты предраковых состояний должно уменьшить частоту заболеваемости раком полового члена и раком прямой кишки у мужчин. Но поскольку эти формы рака встречаются значительно реже, чем рак шейки матки, вполне вероятно, что прививки вакциной против ВПЧ молодых мужчин будут значительно менее окупаемыми, чем у молодых женщин. С общественной точки зрения прививки мужчин, как и женщин, были бы полезны в целях уменьшения резервуара вирусной инфекции среди населения.
Гардасил пользуется повышенным спросом среди мужчин-гомосексуалов, у которых значительно повышен риск половых кондилом, рака полового члена и рака прямой кишки.
Как и в случае с женщинами, вакцина должна вводиться перед тем, как произойдет инфицирование типами ВПЧ, которые охвачены вакциной. Прививка до начала половой жизни максимально снижает риск инфицирования.

## Побочные эффекты
Вакцины против ВПЧ в целом безопасны и не вызывают серьезных побочных эффектов. Они одобрены для использования в более чем 100 странах, во всем мире введено более 100 миллионов доз. Обширные клинические испытания и данные пострегистрационных исследований безопасности показывают, что и Гардасил, и Церварикс хорошо переносятся и вполне безопасны. У женщин не обнаружено никакой разницы в побочных эффектах между вакциной против ВПЧ и плацебо.

### Применение при беременности
В ходе клинических испытаний Гардасила вакцину получили 1115 беременных женщин. В целом, доли беременностей с неблагоприятным исходом были сопоставимы у женщин, получавших Гардасил, и у женщин, получавших плацебо. Однако клиническое исследование проводилось с относительно небольшим размером выборки. По состоянию на 2018 год вакцина не рекомендуется беременным женщинам.
FDA отнесла вакцину против ВПЧ к категории B для беременных, что означает, что в исследованиях на животных не было выявлено явного вреда для плода. Вакцины против ВПЧ не были причинно связаны с неблагоприятными исходами беременности или неблагоприятным воздействием на плод. Однако данные о вакцинации во время беременности очень ограничены, поэтому до проведения дополнительных исследований она не рекомендуется. Если в процессе вакцинации тремя дозами выясняется, что женщина беременна, продолжение вакцинации следует отложить до завершения беременности.

## Механизм действия
Вакцины против ВПЧ содержат полые вирусоподобные частицы (ВПЧ), собранные из рекомбинантных белков оболочки ВПЧ. Капсид природного вируса состоит из двух белков, L1 и L2, но вакцины содержат только L1. Показатели специфического иммунного ответа к белку L1 в настоящее время определены, как и роль белка L1 в формировании специфического иммунитета к соответствующим вариантам ВПЧ, а также подтверждено длительное сохранение поствакцинального иммунитета. 
Гардасил содержит неактивные белки L1, синтезируемые в дрожжах Saccharomyces cerevisiae, из четырех различных штаммов ВПЧ: 6, 11, 16 и 18. Каждая доза вакцины содержит 225 мкг алюминия, 9,56 мг хлорида натрия, 0,78 мг L-гистидина, 50 мкг полисорбата 80, 35 мкг бората натрия и воду. Общий объем 1 дозы составляет 0,5 мл. ВПЧ типов 16 и 18 вызывают около 70% всех случаев рака шейки матки. ВПЧ типов 6 и 11 вызывают около 90 процентов всех случаев остроконечных кондилом.
Вакцины Гардасил и Церварикс вызывают выработку вирус-нейтрализующих антител, предотвращающих инфекцию типами ВПЧ, представленными в вакцине. Доказано, что вакцины обеспечивают 100-процентную защиту от развития предраковых заболеваний шейки матки и остроконечных кондилом, вызываемых типами ВПЧ, представленными, в вакцине, и вызывают только небольшие побочные эффекты (или вовсе не вызывают их). Ожидаемый защитный эффект вакцин сохранится минимум на 4,5 года после первоначальной вакцинации.

## История
Работа над вакциной против ВПЧ началась в середине 1980-х годов, параллельно работали исследователи медицинского центра университета Джоржтауна, университета Рочестера, университета Квинсленда в Австралии и Национального института рака США. В 2006 г. Управление по санитарному надзору за качеством пищевых продуктов и медикаментов США разрешило первую профилактическую вакцину против ВПЧ, продаваемую компанией Мерк&Ко под торговым названием Гардасил.
Одним из предшественников этой работы следует считать выдающегося российского ученого Л. А. Зильбера, который уже в 1935 г. в докладе на совещании сформулировал принципы вирусологии и иммунологии рака. В 1944 г. вирусную этиологию рака он изложил на папиросной бумаге, переданной из тюрьмы. Вирусная теория происхождения злокачественных опухолей сформулирована им в монографии Позже опять же в монографии он говорил о вирусогенетической теории возникновения опухолей.
Согласно пресс-релизу компании Merck, во втором квартале 2007 г. вакцина против ВПЧ Гардасил была разрешена в 80 странах, во многих из них по процедуре ускоренного рассмотрения. В начале 2007 г. компания ГлаксоСмитКляйн подала документы на получение разрешения в США для аналогичной профилактической вакцины против ВПЧ, Церварикс. В июне 2007 г. эта вакцина была сертифицирована в Австралии, а в сентябре этого же года — в Европейском Союзе.
Нынешние профилактические вакцины защищают против двух типов ВПЧ (16 и 18), вызывающих приблизительно 70 % заболеваний раком шейки матки в мире. В зависимости от распространения типов ВПЧ, связанных с раком шейки матки, наиболее вероятна эффективность этих вакцин в Азии, Европе и Северной Америке. Вакцины, содержащие больше онкогенных типов ВПЧ, предупреждали бы больше случаев рака и их эффективность была бы менее подвержена влиянию распространенности тех или иных типов в отдельных регионах. Лишь 41 % женщин, страдающих раком шейки матки в развитых странах, доступно медицинское лечение этого заболевания. Поэтому предупреждение инфекции ВПЧ с помощью прививки могло бы эффективно снижать бремя, налагаемое этой болезнью на системы здравоохранения развитых стран. При этом отдельно взятые граждане во многих странах с низким уровнем дохода, например, в Кении, не в могут позволить себе такую прививку.

## Вакцинация против ВПЧ в разных странах
Широкое внедрение мазков Папаниколау для скрининга рака шейки матки снизило заболеваемость инвазивным раком шейки матки в развитых странах на 50% и более. Профилактические вакцины против ВПЧ снижают, но не исключают возможность заболеть раком шейки матки, поэтому эксперты рекомендуют женщинам сочетать преимущества обеих программ, регулярно делая мазок Папаниколау даже после вакцинации.
Согласно данным исследований, требования вакцинации при поступлении в школу увеличивают использование вакцины против ВПЧ.
Пандемия COVID-19 негативно повлияла на внедрение программ вакцинации против ВПЧ как США, так и в странах с низким и средним уровнем дохода. 30 августа 2021 года пятнадцать ведущих онкологических центров США, а также другие научные и медицинские организации, выпустили совместное заявление, в котором призвали систему здравоохранения США, врачей, родителей, детей, юношей и девушек возобновить вакцинацию против ВПЧ, а также сделать все остальные необходимые плановые прививки, во время Национального месяца иммунизации.

### Российская Федерация
По состоянию на конец февраля 2021 года вакцинация против ВПЧ не входит в национальный календарь прививок РФ, но доступна в отдельных регионах. Внесение в нацкалендарь находится в компетенции Государственной Думы. Планируется внесение вакцинации против ВПЧ в национальный календарь прививок в 2024 году. В этом же году планируется выход на рынок первой вакцины против ВПЧ российского производства.
На конец июля 2022 шел набор в клиническое исследование III фазы эффективности и безопасности отечественной четырехвалентной вакцины против ВПЧ разработки НПО "Комбиотех" (производитель — компания Нанолек) в сравнении с эффективностью и безопасностью вакцины Гардасил. Продолжительность исследования — 7 месяцев (12 месяцев, если включать период наблюдения за участниками вне рамок исследования). Исследования предыдущих фаз уже завершены.

### Израиль
Вакцинация против ВПЧ в Израиле проводится начиная с 2019-2020 учебного года в 8 классе школы, мальчикам и девочкам, двумя дозами с интервалом в полгода с использованием вакцины Гардасил-9, вакцинация проводится бесплатно. Для израильтян, не сделавших прививку в школе, начиная с 18-летнего возраста вакцинация платная.

### Франция
С 2007 года во Франции прививают против ВПЧ девушек в возрасте 14-23 лет, не ведущих половую жизнь, или ведущих её менее одного года. Государство оплачивает 65% стоимости вакцины, таким образом, стоимость прививки для девушки составляет 141,75 евро (немногим больше 200 долларов США).

### Великобритания
Прививка сертифицирована для мужчин в возрасте от 9 до 15 лет и женщин в возрасте от 9 до 26 лет. Школьников обоих полов прививают бесплатно в 8 классе в рамках национальной программы. Пропустившим прививку она предоставляется бесплатно до 25 лет.

### США
Центры по контролю за заболеваниями США рекомендуют вакцинацию против ВПЧ детям обоих полов в возрасте 11-12 лет. Существует программа по предоставлению бесплатных вакцин против ВПЧ детям без медицинской страховки.

## Дальнейшие исследования

### Лечебные вакцины против ВПЧ
В дополнение к профилактическим вакцинам проводятся исследования и клинические испытания лечебных вакцин против ВПЧ. Данная категория вакцин сфокусирована на основных онкогенных белках этого вируса — E6 и E7. В связи с тем, что для прогрессирования роста как клеток рака шейки матки, так и клеток кондилом, требуется экспрессия белков E6 и E7, предполагается, что иммунная реакция против этих двух онкогенов могла бы уничтожать возникшие опухоли.